# Hansjörg Probst
Hansjörg Probst (* 10. Mai 1932 in Mannheim; † 1. Dezember 2016) war ein deutscher Lehrer, Lokalhistoriker und Lokalpolitiker.

## Leben
Hansjörg Probst studierte Geschichte, Germanistik und Klassische Philologie an der Ruprecht-Karls-Universität Heidelberg. Er wurde Gymnasiallehrer und war von 1974 bis zu seiner Pensionierung 1996 Direktor des Karl-Friedrich-Gymnasiums in Mannheim. Von 1982 bis 2007 war er Vorsitzender des Mannheimer Altertumsvereins, dessen Ehrenmitglied er war. Er publizierte zahlreiche Veröffentlichungen zur Geschichte von Mannheim und Umgebung.
Probst war Mitglied der Mannheimer Liste und gehörte 25 Jahre dem Bezirksbeirat von Mannheim-Seckenheim an. Er war Initiator des Bürgerentscheids 1986 zum Wiederaufbau des Alten Kaufhauses. 1991 kandidierte er unterstützt von CDU, FDP und Mannheimer Liste erfolglos für das Amt des Mannheimer Oberbürgermeisters gegen den Amtsinhaber Gerhard Widder.
Im Jahr 2000 erhielt er den Bloomaulorden, 2009 das Verdienstkreuz am Bande des Verdienstordens der Bundesrepublik Deutschland.

## Schriften (Auswahl)
- Seckenheim. Geschichte eines Kurpfälzer Dorfes. Südwestdeutsche Verlagsanstalt, Mannheim 1981, ISBN 3-87804-101-2 (Digitalisat).
- Ilvesheim im Wandel der Zeit. Ein historisches Bilderbuch. Freie Wählervereinigung, Ilvesheim 1983, ISBN 3-9800887-0-7.
- Die Pfalz als historischer Begriff. Südwestdeutsche Verlagsanstalt, Mannheim 1984, ISBN 3-87804-161-6.
- mit Rudolf Haas: Die Pfalz am Rhein. 2000 Jahre Landes-, Kultur- und Wirtschaftsgeschichte. Südwestdeutsche Verlagsanstalt, Mannheim 1984, ISBN 3-87804-159-4.
- mit Volker Keller: Das Alte Kaufhaus in Mannheim. Edition Quadrat, Mannheim 1986, ISBN 3-923003-32-3.
- Neckarau. Band 1: Von den Anfängen bis ins 18. Jahrhundert. Südwestdeutsche Verlagsanstalt, Mannheim 1988, ISBN 3-87804-191-8 (Digitalisat).
- Neckarau. Band 2: Vom Absolutismus bis zur Gegenwart. Südwestdeutsche Verlagsanstalt, Mannheim 1989, ISBN 3-87804-197-7 (Digitalisat).
- Alt-Seckenheim. Ein Heimatbuch. Südwestdeutsche Verlagsanstalt, Mannheim 1993, ISBN 3-87804-229-9.
- 130 Jahre Firmengeschichte: Von der Steinzeug zur FRIATEC. Südwestdeutsche Verlagsanstalt, Mannheim 1993, ISBN 3-87804-228-0.
- Lochbühler GmbH Aufzüge. 125 Jahre Firmengeschichte. Lochbühler, Mannheim 1998, OCLC 313343585.
- Kleine Mannheimer Stadtgeschichte. Friedrich Pustet, Regensburg 2005, ISBN 3-7917-1972-6.
- Das Mannheimer Flurnamenlexikon. Verlag Regionalkultur, Ubstadt-Weiher 2010, ISBN 978-3-89735-631-3.

Als Herausgeber
- Ladenburg. Aus 1900 Jahren Stadtgeschichte. Verlag Regionalkultur, Ubstadt-Weiher 1998, ISBN 3-929366-89-4.
- mit Alfried Wieczorek und Wieland Koenig: Lebenslust und Frömmigkeit. Kurfürst Carl Theodor (1724–1799) zwischen Barock und Aufklärung (= Publikationen des Reiss-Museums Mannheim. Band 1). 2 Bände. Pustet, Regensburg 1999, ISBN 3-7917-1678-6 (Handbuch); ISBN 3-7917-1679-4 (Katalog).
- Mannheim vor der Stadtgründung. 4 Bände. Pustet, Regensburg 2008, ISBN 978-3-7917-2022-7.